# Bisseuil
Bisseuil korábbi község Franciaországban, Marne megyében. Lakosainak száma 620 fő (2018. január 1.). Bisseuil Fontaine-sur-Ay, Avenay-Val-d’Or, Mareuil-sur-Ay, Plivot, Val-de-Livre és Tours-sur-Marne községekkel határos.
2016. január 1-jén Mareuil-sur-Ay és Mareuil-sur-Ay korábbi községgel egyesült és az így létrejött Aÿ-Champagne új község része lett.

## Népesség
A település népességének változása:
| Lakosok száma | 375  | 380  | 520  | 663  | 631  | 648  | 656  | 645  | 638  | 620  |
|               | 1962 | 1968 | 1982 | 1990 | 1999 | 2008 | 2011 | 2013 | 2017 | 2018 |